# 哈達薩醫療車隊大屠殺
哈達薩醫療車隊大屠殺（Hadassah medical convoy massacre）發生在1948年4月13日。一支由哈加納民兵護送的車隊，在運送醫療和軍事物資及人員前往耶路撒冷斯科普斯山的哈達薩醫院時，遭到阿拉伯軍隊的伏擊。78名猶太醫生、護士、學生、病人、教職員工和哈加納戰士以及一名英國士兵在襲擊中喪生，其中包括23名婦女。數十具身份不明的屍體被燒得面目全非，被埋在Sanhedria公墓。
猶太人聲稱這次大屠殺嚴重違反了國際人道法，並要求對違反日內瓦公約的行為採取行動。阿拉伯人聲稱他們襲擊了一個軍事車隊，車隊所有成員都參與了戰鬥，無法區分戰鬥人員和平民。隨後進行了調查。這是阿拉伯軍隊對五天前代爾亞辛村大屠殺的報復，在那次大屠殺中，猶太復國主義武裝團體伊爾貢和萊希屠殺了至少107名阿拉伯村民，其中包括婦女和兒童。